# سید حمید حسینی
سید حمید حسینی (متولد ۱۳۳۷ در رفسنجان) کارآفرین و فعال اقتصادی ایرانی است. او عضو اتاق بازرگانی ایران و رئیس کمیسیون اصل ۴۴ و محیط کسب و کار آن است. او از بنیانگذاران اصلی اتحادیه صادرکنندگان فراورده‌های نفتی و پتروشیمی است و به مدت ۴ سال نیز ریاست این اتحادیه را که تاکنون ۲ بار بعنوان اتحادیه نمونه کشور انتخاب شده است و اعضای آن بیش از ۳۰ درصد صادرات غیرنفتی کشور را به خود اختصاص داده‌اند.حسینی تا سال ۱۳۹۶ نیز دبیرکل اتاق مشترک بازرگانی ایران و عراق بود.

## زندگی شخصی
او برادر سید محمد حسینی، و داماد محمد هاشمیان است. اکبر هاشمی رفسنجانی دایی همسر اوست. او در سال ۱۳۷۳ از دانشگاه تربیت مدرس مدرک دکتری مدیریت خود را دریافت کرد.